# امکا ابی
امکا ابی (انگلیسی: Emeka Obi؛ زادهٔ ۶ ژوئن ۲۰۰۱) بازیکن فوتبال است.
از باشگاه‌هایی که در آن بازی کرده‌است می‌توان به باشگاه فوتبال لیورپول و باشگاه فوتبال ویگان اتلتیک اشاره کرد.